# 清春艺术村
清春艺术村（日语：清春芸術村）是一个位于日本山梨县北杜市的艺术村。

## 历史
最初由武者小路實篤和志贺直哉等白桦派作家构想，吉井长三以个人名义出资建成的。他最初购买了清春小学的废弃校址，1980年4月建立清春庄，1981年4月建立清春艺术村。1983年由日本建筑师谷口吉生设计的清春白桦美术馆建成。2002年白桦图书馆建成。2006年由日本建筑史学家藤森照信设计的茶室彻建成。2011年由日本建筑师安藤忠雄设计的光之美术馆建成。2018年由杉本博司和榊田伦之设计的招待所和心建成。

## 画廊

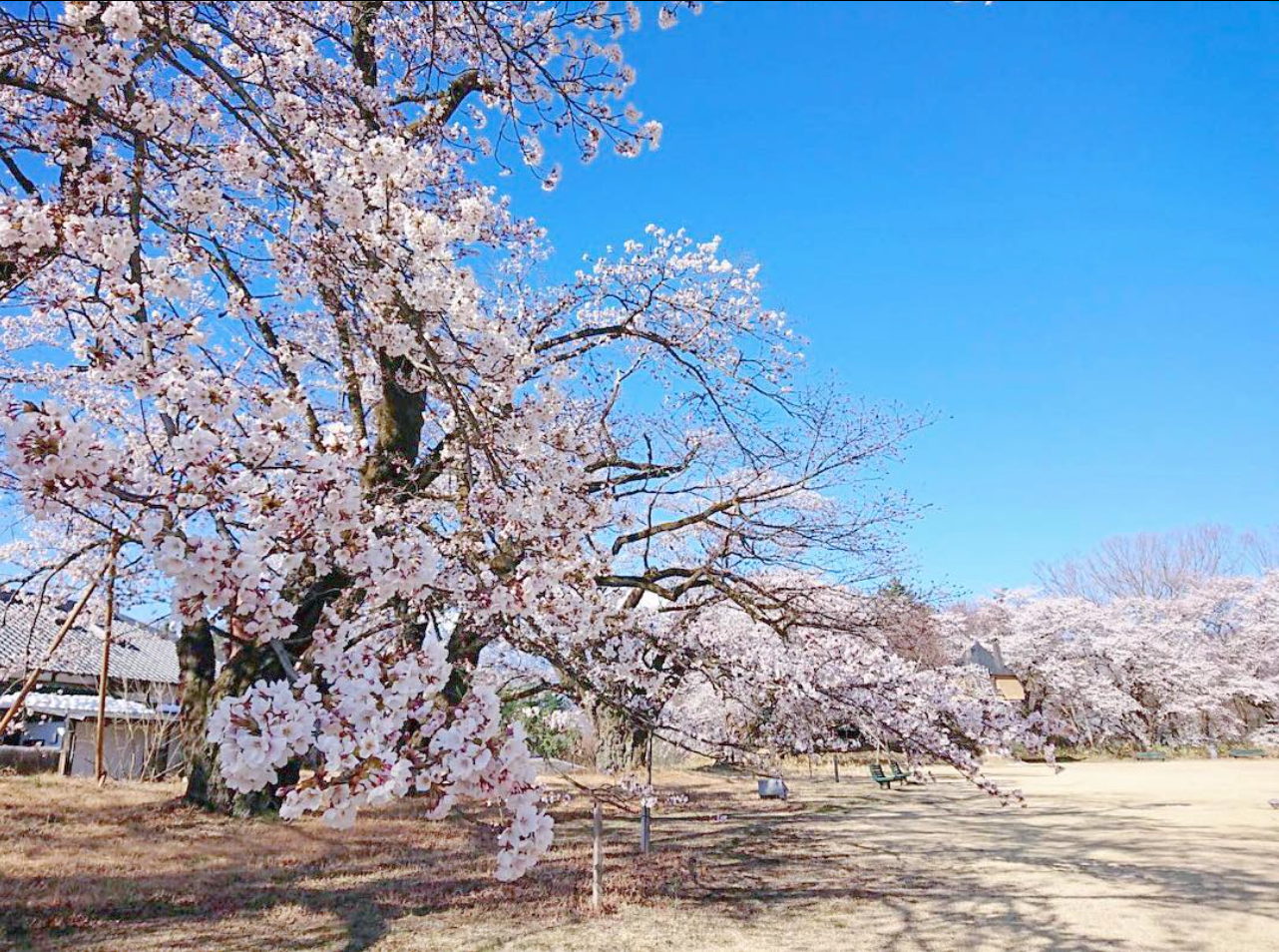
樱花
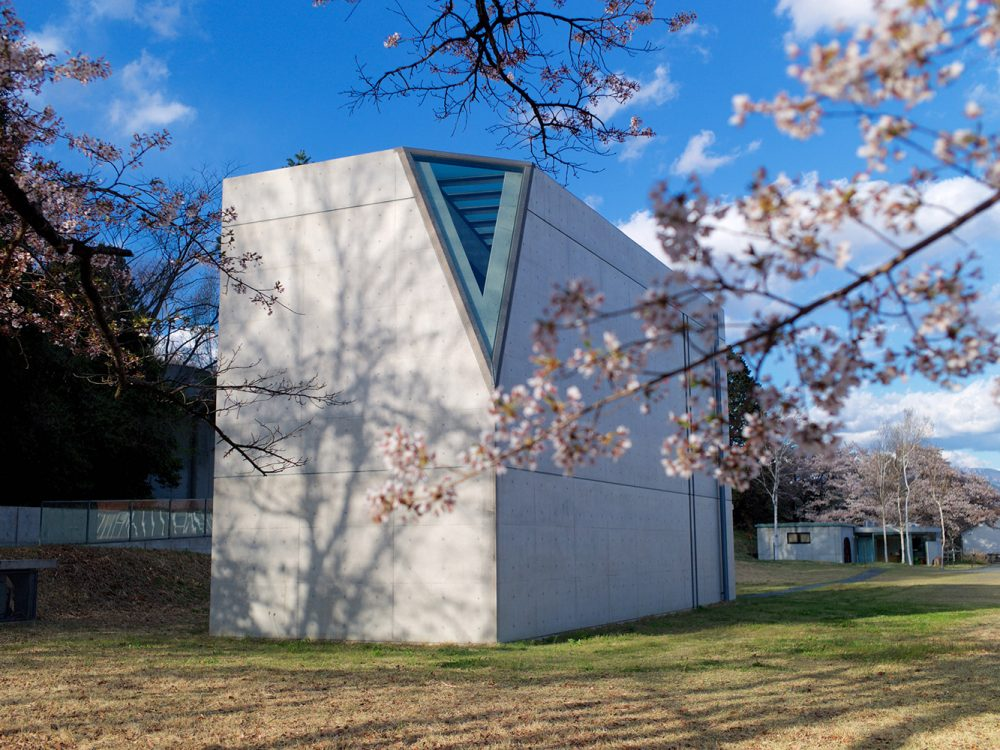
光之美术馆
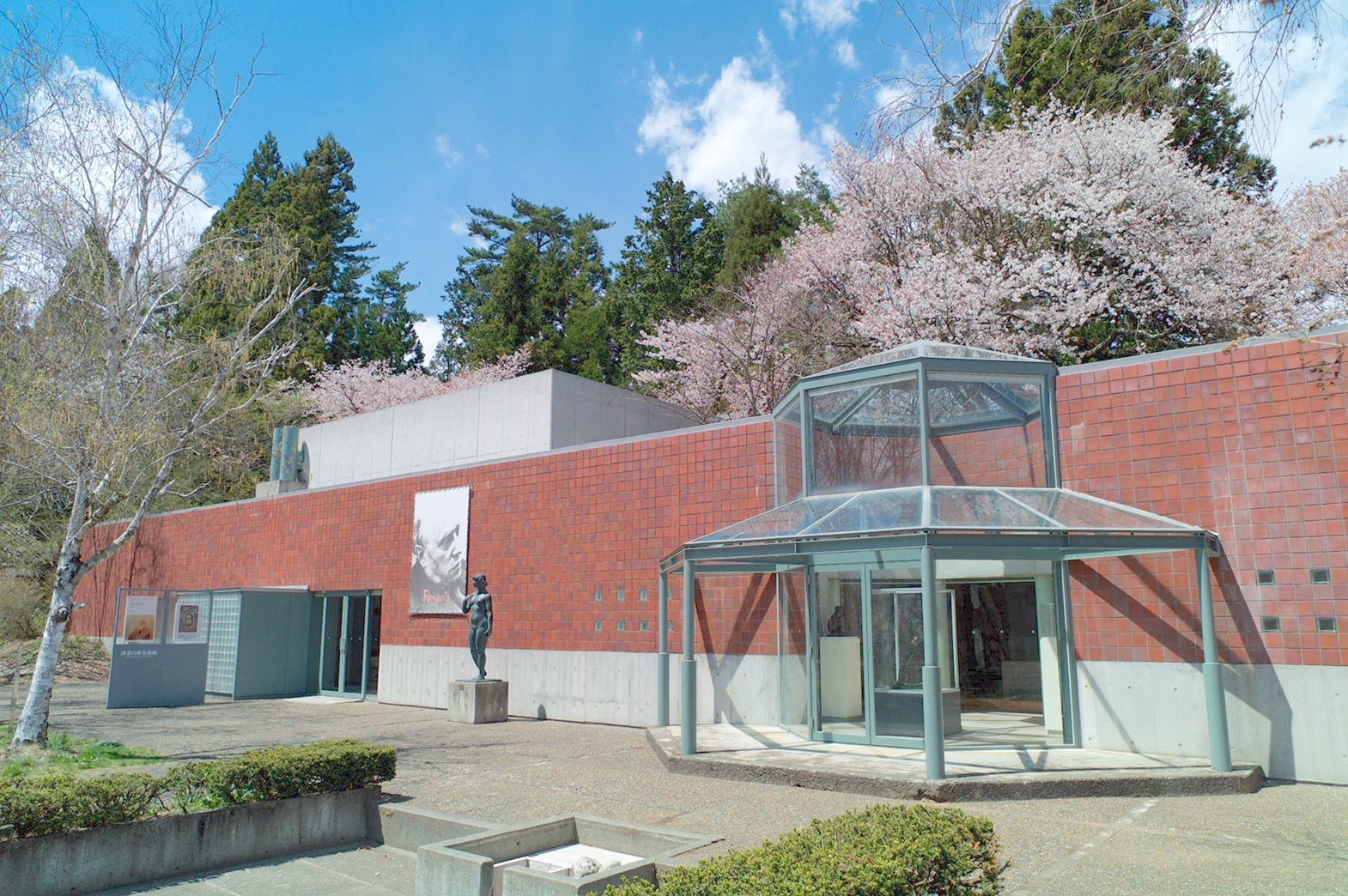
清春白樺美术馆
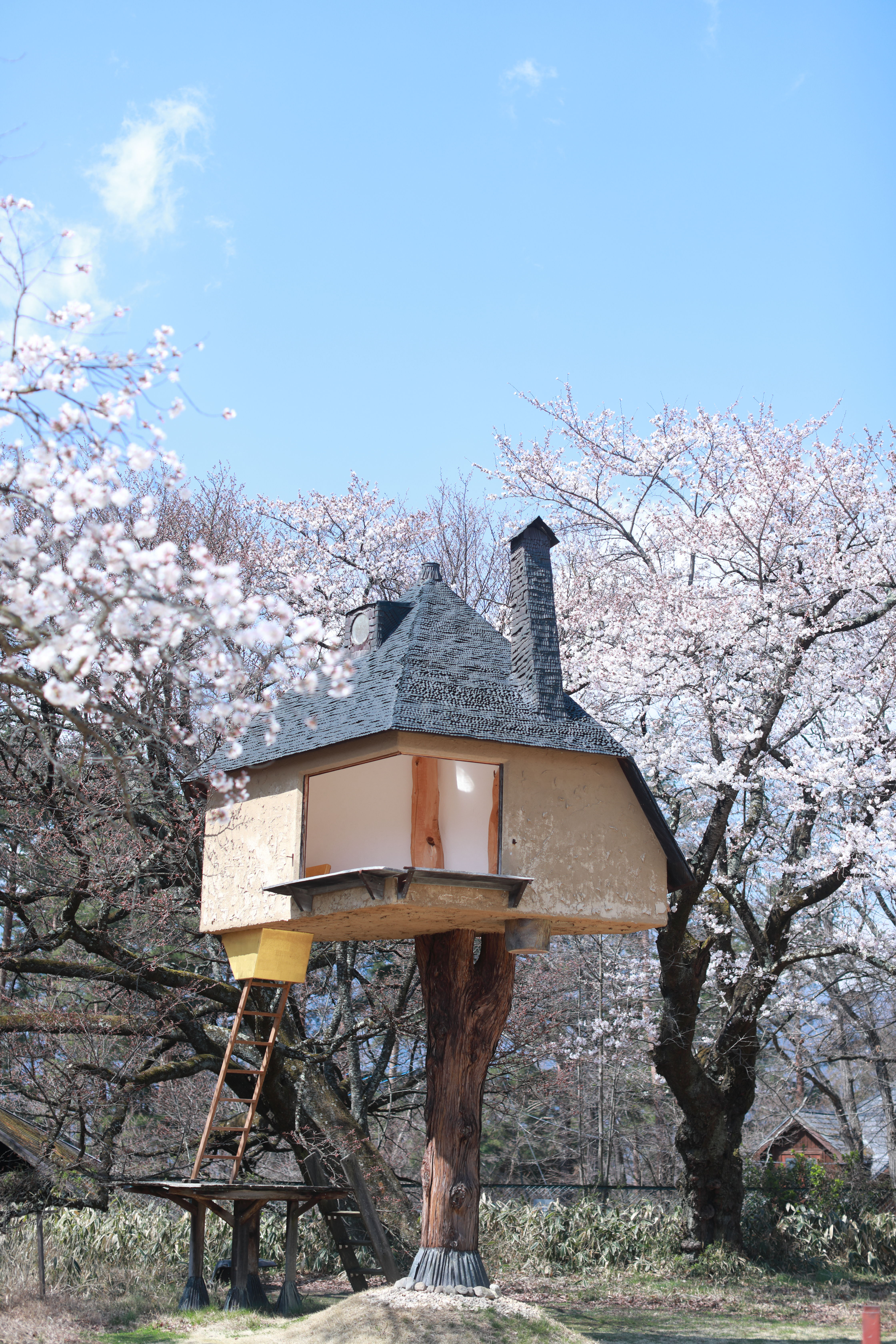
茶室彻
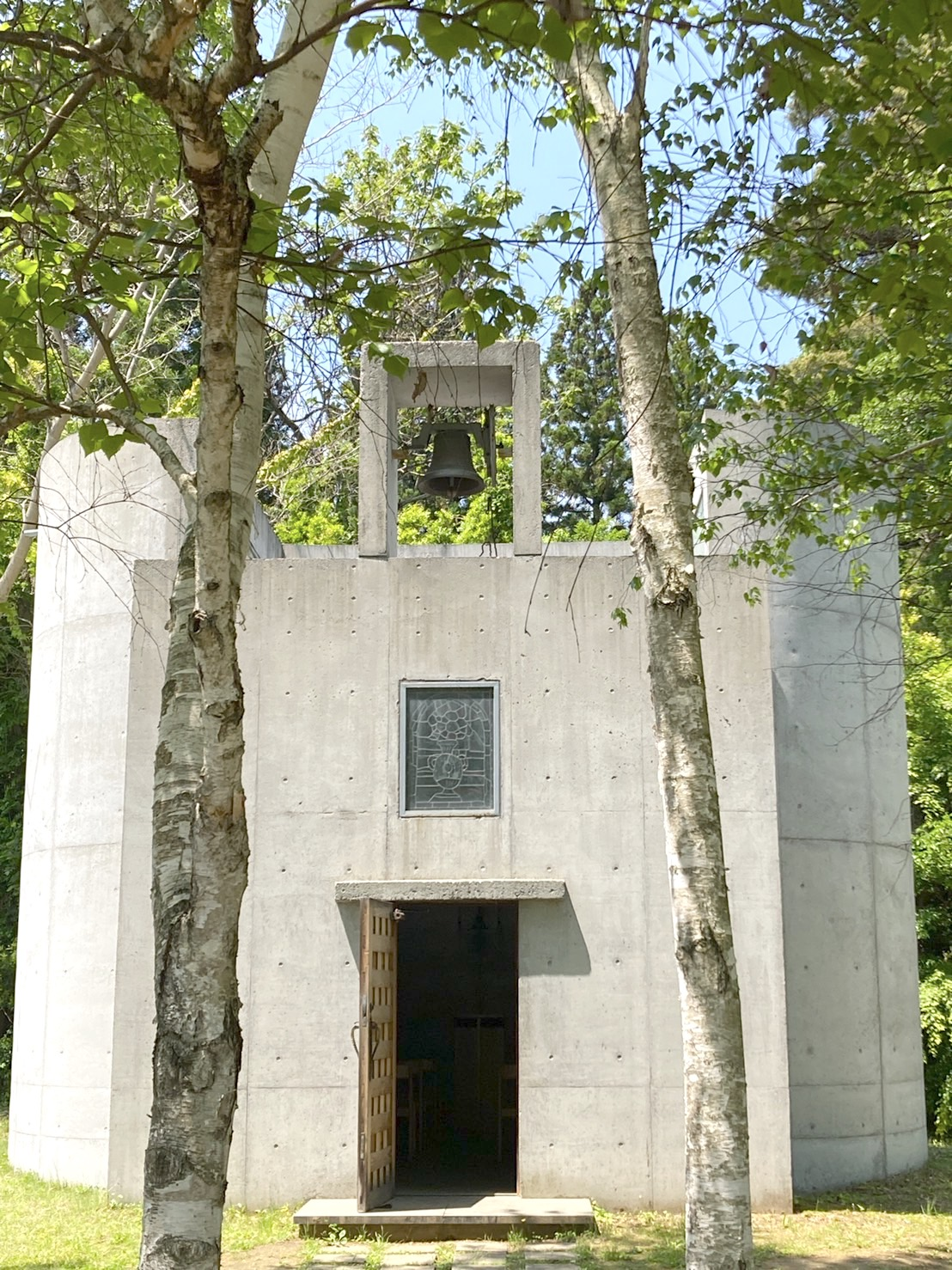
鲁奥礼拜堂
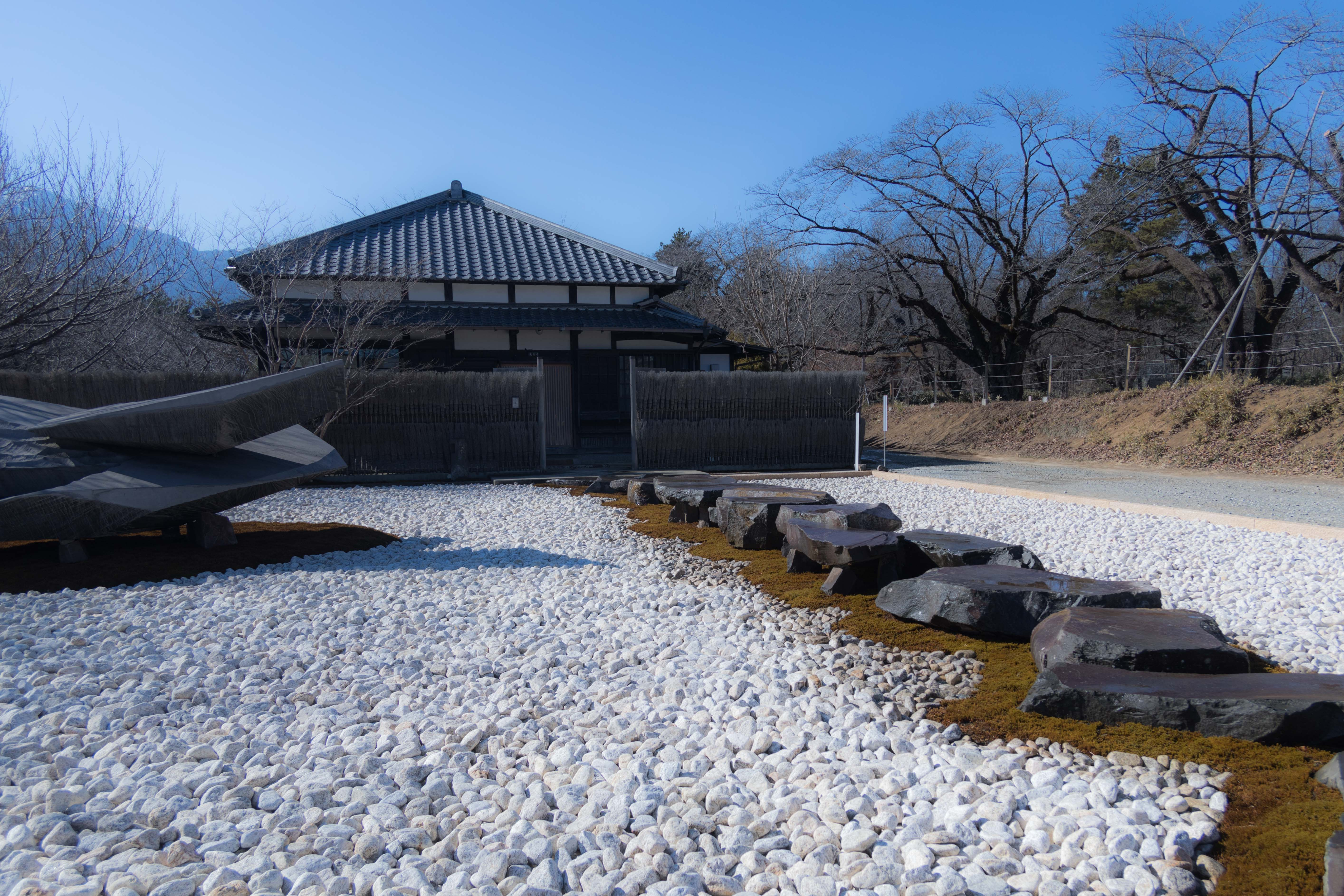
素透抚 stove